# 下文殊村
下文殊村（しももんじゅむら）は福井県足羽郡にあった村。現在の福井市中心部の南方、北陸本線・大土呂駅周辺から東方にかけての区域にあたる。

## 歴史
- 1889年（明治22年）4月1日 - 町村制の施行により、上細江村、下細江村、上河北村、下河北村、太田村、二上村、半田村、大土呂村及び新開村の区域をもって、下文殊村が発足する。
- 1955年（昭和30年）3月31日 - 酒生村、一乗谷村、上文殊村、下文殊村及び六条村が合併して、足羽村が発足する。

## 交通

### 鉄道路線
- 日本国有鉄道
  - 北陸本線
    - 大土呂駅

### 道路
現在は旧村域を北陸自動車道が通過するが、当時は未開通。